# Terapidyr
Terapidyr er en betegnelse for dyr (fx hunde og heste), der bruges i terapeutisk behandling af mennesker. 
Terapi med dyr - eller dyre-assisteret terapi - er en målrettet intervention, hvor et dyr, som opfylder specifikke kriterier, anvendes som en del af en kontrolleret behandlingsproces faciliteret af en fagperson. Dette skal ses i kontrast til fx besøgshunde, hvor interaktionen er af mere rekreativ karakter. Terapidyr bruges i udstrakt grad i udlandet, særligt USA, hvor store organisationer som Pet Partners American Humans har eksisteret i mange år. Eksempler på brug af terapidyr er fx terapihunde, der kan være med til at gøre børn med autisme bedre til at kommunikere og bedre til at håndtere fysisk kontakt. Terapiheste kan være med til at opbygge selvtillid, empati og indlevelse hos sårbare mennesker og unge.

## Dyrenes indflydelse på mennesker
Kontakten mellem menneske og dyr rækker langt tilbage i tiden, hvor dyrene primært var brugsdyr og op til nyere tid, hvor mange har kæledyr i hjemmet. Brugen af dyr i sundheds- og omsorgsplejen af mennesker er heller ikke nyt. Det blev beskrevet af Florence Nightingale allerede i 1880 og af psykoterapeut Boris Levinson i 1972. De første videnskabelige undersøgelser af dyrs effekt på menneskers fysiologi kom i 1980, og siden har flere videnskabelige studier vist lignende resultater. Nogle af de nævnte effekter er:
- Menneskers samvær med dyr kan være gavnlig for det fysiske og psykiske velbefindende.
- Hos nogle ejere af kæledyr reducerer samværet med kæledyret stress.
- Ældre på plejehjem og mennesker med alzheimers og demens kan opleve sig som mindre ensomme og mere glade.
- Visse psykiatriske patienter har gavn af samværet med kæledyr eller terapidyr. Det gælder både mht. humør og sociale kompetencer.
- Børn, der er knyttet til et dyr, fremviser ofte større empatiske evner.
- Den fysiske berøring fra en hund kan være med til at sænke blodtrykket og kan frigive hormonstoffer i kroppen, bl.a. hormonet oxytocin.
- Kontakten til et dyr kan øge følelsen af ansvar og kontrol og give selvtillid samt højere selvværd hos nogle patienter.

Man ved også, at fysisk berøring fra en hund kan stimulere kroppen til at sænke blodtrykket og frigive endorfiner, som er kroppens egne morfinlignende stoffer. Man har endvidere erfaring med, at følelsen af ansvar og kontrol samt kontakt til dyr giver selvtillid og højere selvværd, og at der knyttes sociale bånd mellem dyr og menneske.

## Behandling med terapidyr
Der er flere måder at arbejde med terapidyr. Behandlingen kan gå ud på at være sammen med et dyr under opsyn og kæle med det. Pasningen af dyr kan også være en del af terapien, hvor man fx skal ride på heste eller træne hunde. Sidst men ikke mindst kan dyr også bruges som en katalysator for samtale eller terapi, hvor dyrene medvirker aktivt i rollespil eller som aktør. 
Selvom brugen af dyr i behandlinger er udbredt, mangler der endnu dokumentation for, hvad det præcis er ved kontakten til dyr, som giver en positiv effekt.

## Forskning med terapidyr
Viden om, hvilke dyr, der er mest effektive over for hvilke sygdomme, eller hvordan terapidyrene bliver påvirkede, er ligeledes mangelfuld.
En stor del af den eksisterende litteratur peger på en positiv effekt af menneskers kontakt med dyr (for både dyr og mennesker), men en meget lille del af dette materiale er direkte brugbart. En af udfordringerne ligger i det kvalitetsmæssigt noget brogede dokumentations-arbejde. Der er fx problemer med forsøgsdesign (kontrolgrupper, randomisering, etc. samt generalisering og manglende objektivitet.
Forskere fra Det Jordbrugsvidenskabelige Fakultet ved Aarhus Universitet er bl.a. ved at afdække, hvordan terapidyr, som fx terapihunde kan bruges i behandlingen af børn og voksne med adfærdsproblemer og psykiske lidelser.
Formålet er i første omgang at kortlægge udbredelsen og anvendelsen af dyr i terapi eller behandling, samt hvordan samspillet indvirker på både dyr og menneske. Projektet skal bidrage med en større viden og indkredse, hvor der især er brug for et dokumenteret grundlag, så man i fremtiden kan anvende de bedst egnede terapidyr til behandling og terapi af forskellige typer lidelser. 
Et andet projekt, der undersøger den positive effekt af samvær mellem dyr og mennesker i mere uformelle rammer, er TrygFonden Besøgshunde, som er et korps af familiehunde og deres ejere, som besøger ældre og demente på udvalgte plejecentre i Danmark. Ordningen begyndte i 2010 og blev landsdækkende i 2013. Formålet er at indsamle viden om besøgshundes effekt på ældre og demensramte mennesker, samt hvordan man bedst organiserer brugen af besøgshunde på plejecentre.